# Пьетранжело, Алекс
Александр «Алекс» Пьетра́нжело (англ. Alexander Pietrangelo; 18 января 1990, Кинг Сити, Онтарио, Канада) — канадский хоккеист, защитник и альтернативный капитан клуба НХЛ «Вегас Голден Найтс». Олимпийский чемпион 2014 года в составе сборной Канады. Двукратный обладатель Кубка Стэнли (2019, 2023).

## Игровая карьера
На драфте НХЛ 2008 года был выбран в 1-м раунде под общим 4-м номером клубом «Сент-Луис Блюз». 4 сентября 2008 года подписал с «Блюз» контракт новичка. Он был одним из лидеров команды по многим показателям, включая броски и игровое время.
13 сентября 2013 года подписал с «Блюз» новый семилетний контракт. В августе 2016 года он стал капитаном «Блюз», в качестве которого в июне 2019 года выиграл первый в истории клуба Кубок Стэнли.
12 октября 2020 года в качестве свободного агента перешёл в «Вегас Голден Найтс», с которым подписал семилетний контракт.
В июне 2023 года в составе «Голден Найтс» завоевал первый в истории клуба (и второй в карьере) Кубок Стэнли.

## Статистика
| Легенда | Легенда                    | Легенда | Легенда                   | Легенда | Легенда    |
| ------- | -------------------------- | ------- | ------------------------- | ------- | ---------- |
| И       | Количество проведённых игр | Штр     | Штрафное время            | +/−     | Плюс-минус |
| Г       | Голы                       | П       | Голевые передачи          | О       | Очки       |
| -       | Статистика неизвестна      | —       | Статистика не учитывалась |         |            |

## Достижения

### Командные
Международные
| Год  | Команда       | Достижение                                    | Достижение |
| ---- | ------------- | --------------------------------------------- | ---------- |
| 2009 | Канада (мол.) | Победитель молодёжного чемпионата мира        |            |
| 2010 | Канада (мол.) | Серебряный призёр молодёжного чемпионата мира |            |
| 2014 | Канада        | Олимпийский чемпион                           |            |
| 2016 | Канада        | Победитель Кубка мира                         |            |

НХЛ
| Год  | Команда              | Достижение                          | Достижение |
| ---- | -------------------- | ----------------------------------- | ---------- |
| 2019 | «Сент-Луис Блюз»     | Обладатель Приза Кларенса Кэмпбелла |            |
| 2019 | «Сент-Луис Блюз»     | Обладатель Кубка Стэнли             |            |
| 2023 | «Вегас Голден Найтс» | Обладатель Кубка Стэнли             |            |

### Личные
Юниорская карьера
| Год        | Команда            | Достижение                                    | Достижение |
| ---------- | ------------------ | --------------------------------------------- | ---------- |
| 2007       | Миссиссога АйсДогз | Попадание в первую Сборную молодых звёзд OHL  |            |
| 2007       | Миссиссога АйсДогз | Попадание в третью Сборную всех звёзд OHL (4) |            |
| 2008, 2009 | Ниагара АйсДогз    | Попадание в третью Сборную всех звёзд OHL (4) |            |
| 2010       | Барри Кольтс       | Попадание в третью Сборную всех звёзд OHL (4) |            |
| 2007       | Миссиссога АйсДогз | Попадание в Сборную молодых звёзд CHL         |            |
| 2008       | Ниагара АйсДогз    | Участник Матча всех звёзд CHL                 |            |
| 2010       | Барри Кольтс       | Участник Матча всех звёзд OHL                 |            |

НХЛ
| Год        | Команда        | Достижение                                     | Достижение |
| ---------- | -------------- | ---------------------------------------------- | ---------- |
| 2012, 2014 | Сент-Луис Блюз | Попадание во вторую Сборную всех звёзд НХЛ (2) |            |
| 2018, 2020 | Сент-Луис Блюз | Участник матча всех звёзд НХЛ (2)              |            |

Международные
| Год  | Команда       | Достижение                                                 | Достижение |
| ---- | ------------- | ---------------------------------------------------------- | ---------- |
| 2010 | Канада (мол.) | Лучший защитник молодёжного чемпионата мира                |            |
| 2010 | Канада (мол.) | Попадание в Сборную всех звёзд молодёжного чемпионата мира |            |
| 2011 | Канада        | Лучший защитник чемпионата мира                            |            |